# Ludlow (ort i Australien)
Ludlow är en ort i Australien. Den ligger i kommunen Busselton och delstaten Western Australia, omkring 190 kilometer söder om delstatshuvudstaden Perth. Antalet invånare är 159.
Närmaste större samhälle är Busselton, omkring 13 kilometer sydväst om Ludlow.
Trakten runt Ludlow består till största delen av jordbruksmark. Runt Ludlow är det glesbefolkat, med 13 invånare per kvadratkilometer. Genomsnittlig årsnederbörd är 1 097 millimeter. Den regnigaste månaden är maj, med i genomsnitt 188 mm nederbörd, och den torraste är februari, med 9 mm nederbörd.